# Casa à Rua Felipe Camarão, n. 34
A Casa nº 34, Rua Felipe Camarão é uma edificação localizada em Salvador, município do estado brasileiro da Bahia. Foi tombada pelo Instituto do Patrimônio Artístico e Cultural da Bahia (IPAC) em 1981, através do processo de número 002.
Construída provavelmente no século XIX. Há informação de ter sido residência do Dr. Ernesto Simões Filho. Situa-se no bairro da Saúde, em rua formada por casas e sobrados em sua maioria do século XIX. Está construída sobre o alinhamento da rua, mas afastada da divisa direita do terreno, dando lugar a um interessante jardim. Foi tombado pelo IPAC em 1981, recebendo tombo de bens imóveis (Inscrição 14/1981).